# Anders Pallin
Anders Julius Pallin, född 14 maj 1881 i Gävle, död 23 december 1973 i Vantörs församling, Stockholm var en svensk författare. Han var bror till Erik och Nils Pallin.
Pallin var tjänsteman vid Norra realläroverket i Stockholm, extra i Statens Järnvägar, i Svenska Notisbyrån 1905–10, tjänsteman vid Svenska Turistföreningen från 1910, alpinist och bergbestigare samt föredragshållare i Folkbildningsförbundet. Han företog en lång rad längre utrikes resor huvudsakligen i Schweiz och Italien. 
Pallin skrev Med isyxa, gletscherrep och skidor (1908), ett 15-tal av turistföreningens resehandböcker, bland annat över Värmland och Dal (1911,  fjärde upplagan 1936), Södermanland och Närke (1912), Östergötland (1916), Lappland (1921) samt Jämtland och Härjedalen (1925) samt talrika tidskrifts- och tidningsuppsatser.